# 장선왕후
장선왕후 최씨(莊宣王后 崔氏, 생몰년 미상)는 고려의 제18대 왕 의종의 제2비이다.

## 생애
의종의 제2비이다. 최홍재의 손녀로, 아버지는 참지정사를 지낸 최단이며 어머니는 정안 임씨 임원후의 딸이다. 의종의 모후 공예왕후는 장선왕후의 이모가 된다. 본관은 직산으로 추정된다.
그녀의 생애에 대해서는 1148년(의종 2년) 음력 8월 6일에 왕비가 되었다는 기록만 있을 뿐이다. 한편 장선왕후가 책봉될 때 아버지 최단은 이미 죽고 없었다.
소생은 없었으며, 생몰년이나 능에 대한 기록 역시 남아있지 않다. 일부에서는 그녀가 1170년(의종 24년) 의종이 무신들에 의해 쫓겨나기 전에 이미 사망한 것으로 추측하기도 한다.

## 가족 관계
- 할아버지 : 최홍재[7](崔弘宰, ?~1135)
  - 아버지 : 최단(崔端, ?~1148 이전[5])
  - 어머니 : 정안 임씨 임원후의 딸
    - 남편, 이종사촌 : 제18대 의종(毅宗, 1127~1173, 재위:1146~1170)